# Anhalt-Zerbst
Anhalt-Zerbst var et fyrstendømme i det Tysk-romerske rige. Det tilhørte Huset Askanien, og blev oprettet i 1252 efter opdelingen af Fyrstendømmet Anhalt. Efter flere arvedelinger blev det ved linjen Anhalt-Zerbst uddøen i 1793 delt mellem de øvrige anhaltske fyrstendømmer i 1796. Hovedstaden var Zerbst i den nuværende tyske delstat Sachsen-Anhalt.
51°58′05″N 12°05′04″Ø / 51.968056°N 12.084444°Ø